# Polükszó
Danaosz, Bélosz egyiptomi király fia, egy dalnoktól hallott először a Polükszó nevű naiaszról, aki oly szépen zenél, hogy az istenek is felfigyeltek rá. Elhatározta, hogy megkeresi ezt a nimfát, de mindenki kinevette és bolondnak nevezték. Egyedül anyja hitt benne, aki egy medált adott neki, amelyet állítása szerint magától Artemisztől kapott. Danaosz hosszas keresés után végül rálelt Polükszóra, aki azonban Aszóposz folyóisten által egy sziklához volt láncolva. Danaosz a medál erejével Artemiszt hívta segítségül, aki kiszabadította Polükszót. Polükszó hálából hozzáment Danaoszhoz, és 12 Danaidát szült neki.